# Christophe Grondin
Christophe Grondin (Toulouse, 2 september 1983) is een Franse voetballer. Hij speelt altijd, winter of zomer, met panty's om religieuze redenen. Door supporters wordt hij ook "La Bête" genoemd wegens zijn kortopzittende spelstijl.
De verdedigende middenvelder kreeg zijn jeugdopleiding bij het Franse Toulouse. Later trok hij naar het Engelse Birmingham City. Hij verbleef er 3 jaar en verhuisde naar 2de klasser KSK Ronse. Grondin hield Ronse in 2de klasse met een doelpunt in de laatste wedstrijd.
Hij keerde terug naar Toulouse om zijn conditie te onderhouden. Tijdens de winterstop van het seizoen 2004-2005 testte hij bij het Belgische Cercle Brugge. Het legde Grondin meteen vast tot medio 2008.
Grondin liet al snel zijn kunnen zien en werd een vaste keuze bij Cercle Brugge. Tijdens de winterstop van het seizoen 2006-2007 wekte de Fransman interesse op van Franse en Engelse ploegen. Hij koos uiteindelijk voor KAA Gent, dat hem vastlegde voor vier jaar. Op de tweede speeldag in het seizoen 2009-2010 liep hij een zware blessure op. Hij had een breuk aan zijn oogkas en het jukbeen. Bij KAA Gent kwam hij geregeld aan spelen toe, maar in het seizoen 2011-2012 werd al snel duidelijk dat Grondin niet op een plaats kon rekenen onder de nieuwe coach Trond Sollied. Gent deelde hem mee dat hij mocht uitkijken naar een nieuwe ploeg.
In juni 2012 tekende Grondin een contract van onbepaalde duur bij de Arabische club Al-Faisaly.
De goede prestaties van Christophe Grondin zijn ook de bondscoach van Madagaskar niet ontgaan. Grondin, die de dubbele nationaliteit bezit, werd geselecteerd voor een stage met de nationale ploeg in het Franse Toulouse van 5 tot en met 7 februari 2007.

## Statistieken
| Seizoen   | Club               | Land                         | Competitie                   | Wedstrijden (goals) |
| --------- | ------------------ | ---------------------------- | ---------------------------- | ------------------- |
| 1999/2000 | FC Toulouse        | Vlag van Frankrijk           | Ligue 2                      | 0 (0)               |
| 2000/2001 | Birmingham City FC | Vlag van Verenigd Koninkrijk | Football League Championship | 0 (0)               |
| 2001/2002 | Birmingham City FC | Vlag van Verenigd Koninkrijk | Football League Championship | 0 (0)               |
| 2002/2003 | Birmingham City FC | Vlag van Verenigd Koninkrijk | Premier League               | 0 (0)               |
| 2003/2004 | KSK Ronse          | Vlag van België              | Tweede klasse                | 28 (1)              |
| 2004/2005 | Cercle Brugge      | Vlag van België              | Jupiler Pro League           | 13 (0)              |
| 2005/2006 | Cercle Brugge      | Vlag van België              | Jupiler Pro League           | 29 (0)              |
| 2006/2007 | Cercle Brugge      | Vlag van België              | Jupiler Pro League           | 32 (1)              |
| 2007/2008 | KAA Gent           | Vlag van België              | Jupiler Pro League           | 20 (0)              |
| 2008/2009 | KAA Gent           | Vlag van België              | Jupiler Pro League           | 30 (1)              |
| 2009/2010 | KAA Gent           | Vlag van België              | Jupiler Pro League           | 22 (2)              |
| 2010/2011 | KAA Gent           | Vlag van België              | Jupiler Pro League           | 28 (0)              |
| 2011/2012 | KAA Gent           | Vlag van België              | Jupiler Pro League           | 0 (0)               |
| 2012/2013 | Al-Faisaly         | Vlag van Saoedi-Arabië       | Saudi Premier League         | 0 (0)               |

Aangevuld tot 29-06-2012